# 中上雅巳
中上 雅巳（なかがみ まさみ、1972年〈昭和47年〉2月19日 - ）は、日本の俳優、タレント。東京都出身。アミューズ→Aクラッチ.→M.A Field所属。血液型A型。身長175cm、体重58kg。
妻はタレントの山瀬まみ。

## 来歴・人物
早稲田実業学校高等部に学んでいたが、本格的な俳優を志し中退。1989年、『笑っていいとも!』のアシスタント・6代目いいとも青年隊（のちのK-Chaps!）に加入。1990年に卒業後はドラマや映画などに出演している。

## 出演

### 映画
- アトランタ・ブギ（1996年、アミューズ） - ゲイのカップル 役
- すばらしき臨終（1997年、FKD） - 城翔太 役
- 週刊バビロン（2000年、東映） - 草野徹 役

### テレビドラマ
- ハイスクール大脱走（1991年、テレビ東京） - 木戸勇介 役
- おとなの選択（1992年、TBS） - 伊原正志 役
- ニュースなあいつ（1992年、読売テレビ） - 松野博 役
- AD・リターンズ（1992年、TBS）
- 領収書物語（1993年、日本テレビ）
- もうひとつのJリーグ（1993年、日本テレビ） - 鳴沢裕司 役
- 花王 愛の劇場（TBS）
  - 子子家庭は危機一髪（1993年）
  - ひとりっ子同志（1996年）
- 青春もの（1993年、フジテレビ） - 西 役
- 24時間テレビ「青春の絆」（1993年、静岡第一テレビ）
- 港町の紙飛行機（1994年、毎日放送）
- 君に伝えたい 第6話「港町の紙飛行機」（1994年、毎日放送） - 公彦 役
- グッドモーニング（1994年、フジテレビ） - 川口大地 役
- 幽霊女子高生（1994年、朝日放送）
- ドラマ30
  - 命いずこへ（1994年、毎日放送） - 一郎 役
  - コンビにまりあ（2001年、中部日本放送） - 有馬省吾 役
  - 虹のかなた（2004年、毎日放送） - 油谷平作 役
- 彼女と見たい恐い話『穴』（1995年、福岡放送）
- 夏!デパート物語（1995年、TBS）
- リカちゃんの研修日誌（1995年、日本テレビ）
- 対極の天 恋愛二都物語（1996年、フジテレビ）
- CALL ME!暗闇にベル（1996年、毎日放送）
- ウルトラマンガイア（1998年、毎日放送） - チームライトニングリーダー梶尾克美 役
- 走れ公務員!（1998年、フジテレビ）
- 月曜ドラマスペシャル「ブライダルコーディネーターの事件簿2」（1998年、TBS）
- OH!MY WEDDING（1999年、日本テレビ）
- スカイハイ（2003年、テレビ朝日）
- 女と愛とミステリー
  - 「北の捜査線・小樽港署」（2002年、テレビ東京） ‐ 山崎武雄
  - 「パートタイム探偵1」（2002年） ‐ 相沢徹
- ダムド・ファイル file No.10（2003年、名古屋テレビ）
- 月曜ミステリー劇場「流れ星お銀!事件解決いたします3」（2003年、TBS） - 芳野刑事 役
- 薔薇の微笑〜愛すれど心哀しく〜（2006年、日本テレビ）
- 水曜ミステリー9「犯罪科学分析室 電子の標的」（2015年、テレビ東京） - 赤西 役
- 土曜ワイド劇場「100の資格を持つ女〜ふたりのバツイチ殺人捜査〜10」（2015年、朝日放送） - 尾崎圭一 役

### テレビ番組
- ウッチャンナンチャンのやるならやらねば!（フジテレビ）
- ドーナツ6（TBS）
- クイズ!年の差なんて（フジテレビ）

### オリジナルビデオ
- ウルトラマンガイア ガイアよ再び（2001年） - チームライトニングリーダー梶尾克美 役

### 舞台
- 月の氷柱〜もうひとつのかまいたちの夜（1996年） - 村上透 役
- 歌わせたい男たち（2005年） - 片桐学 役
- つんく♂タウンTHEATER
  1. 旗揚げ公演 第一弾 時東ぁみ 座長公演 「CRY FOR HELP! 〜宇宙ステーション近くの売店にて〜」（2006年8月2日 - 16日、秋葉原 石丸電気 SOFT2 7F） - 北里太郎 役
  2. 第二弾 脱煙応援プロジェクト「手を挙げろ!健康強盗だ」（2007年1月10日 - 14日、新宿村ライブ） - 村上照哉 役

## 音楽
- NIGHT-CLUBBING (C/W) 太陽も花も木も（ビクターエンタテインメント、1991年2月21日発売） - 深津絵里+中上雅巳として